# 大中落悪水路
大中落悪水路（だいちゅうおとしあくすいろ）は、埼玉県北東部を流れる水路である。

## 概要
久喜市の源流付近では水田地帯となっており、農業排水を集めながら南へ流れる。起点付近から桜田の住宅地（南側）と水田（北側）の間を東へ流れる。桜田より沼井公園までの区間の流域は新興住宅地や住宅地となっている。沼井公園より香日向調節池までの区間では鷲宮産業団地（南側）と農地（北側）となっている。幸手市香日向では住宅地（市街地）の中央部を流れる。香日向より下流、中五丁目まで水田や農地の中を流れる。中五丁目より再び流域が都市部となり、流末の名称が倉松川へと変わり大中落悪水路は終点となる。流路の詳細については下記の流路節を参照されたい。
大中落悪水路流域は起点より終点までかつて北葛飾郡であった。幸手市の牛村病院前では石組みがなされ、古くからの景観が保たれている。弦代公園調節池との水路や幸手市立西中学校の東方約200mの地点（大字幸手）には水門が設けられている。後者の水門より上流域では閉門すると水位が上昇するので、農繁期にはこの大中落悪水路を堰き止め、この水門より上流域の水田にて農業用水として利用している。
合流
- 弦代公園調節池との水路

## 流路
- 源流：埼玉県久喜市の東北本線北側用水路（北側用排水路）橋梁南東付近
- 八甫および東大輪にて流域の水田より北側用水路からの農業排水を集めつつ東北本線の東側沿いを流れる。
- 起点：桜田一丁目北西
- 桜田一丁目北西の東北本線踏切付近より河道が整備される。
- 桜田一丁目の北側を流れる。
- 桜田一丁目と桜田二丁目の境界を流れる。
- 久喜市立東鷲宮小学校の西方を南へ流れる。
- 沼井公園の東側を流れる。
- 弦代公園の北側を流れ、弦代公園調節池と水路にて接続する。（大中落悪水路側に水門が設けられている。）
- 東へと流路を変える。
- 東北新幹線を横断する。
- 幸手市香日向のほぼ中央部を東へ流れる。
- 幸手看護専門学校の南側を流れる。
- 大字下川崎を流れ、幸手市立長倉小学校の南側、幸手市立西中学校の北側を流れる。
- 大字幸手を南東へ流れる。大字幸手に歩行者用の橋梁が併設された水門が設けられている。
- 中五丁目において南へと流路を変える。
- 牛村病院の東側を流れる。（この区域の護岸は石組となっており美観）
- 牛村病院より下流、埼玉県道153号幸手久喜線橋梁より約50m上流付近にて流末が倉松川へと名称が変わり、大中落悪水路は終点となる。
- 終点：倉松川

## 橋梁
- 八甫跨線橋（埼玉県道152号加須幸手線バイパス）
- （埼玉県道152号加須幸手線）
- 沼井橋
- ※幸手市香日向では旧香日向小学校(現　幸手看護専門学校) 廃校の際に橋の名前が命名された
- 桜蘭橋
- ペガサス橋
- 飛翔橋
- 田倉橋
- 長倉橋
- 牛村橋

## 周辺の施設
- 北側用水路（北側用排水路）
- 東北本線
- 密蔵寺
- 東大輪上集会所
- ベスタ東鷲宮
- 東鷲宮ニュータウン
- 久喜市立東鷲宮小学校
- 久喜市立桜田小学校
- 沼井公園
- 弦代公園
- 東北新幹線
- 香日向調節池
- 埼玉県警察幸手警察署香日向駐在所
- 幸手看護専門学校
- 幸手市立長倉小学校
- 幸手市立西中学校
- 香取神社
- 牛村病院
- 心鏡院
- 倉松川